# Clambus armadillo
Clambus armadillo is een keversoort uit de familie oprolkogeltjes (Clambidae). De wetenschappelijke naam van de soort werd in 1774 gepubliceerd door Charles De Geer.